# ثيلما غلاس
ثيلما غلاس (بالإنجليزية: Thelma Glass)‏ هي جغرافية أمريكية، ولدت في 16 مايو 1916 في موبيل في الولايات المتحدة، وتوفيت في 24 يوليو 2012 في مونتغومري في الولايات المتحدة.